# Malattia di Basedow-Graves
La malattia di Basedow-Graves (pronunce tedesca: [ˈbaː.zə.dov] e inglese: [ɡɹeɪvz]), o anche morbo di Basedow-Graves o malattia di Flajani-Basedow o malattia di Parry o gozzo tossico diffuso è un ipertiroidismo autoimmune, malattia autoimmune, che colpisce la tiroide ed è caratterizzata dalla presenza di una o più delle seguenti manifestazioni: gozzo, ipertiroidismo, oftalmopatia, dermopatia. I segni e i sintomi dell'ipertiroidismo possono includere irritabilità, debolezza muscolare, problemi di sonno, un battito cardiaco accelerato, scarsa tolleranza al calore, diarrea e perdita di peso. Altri sintomi possono includere l'ispessimento della pelle sugli stinchi, conosciuti come mixedema pretibiale ed esoftalmo agli occhi, una condizione nota come oftalmopatia di Graves. Una percentuale compresa tra circa il 25% e l'80% delle persone con la condizione sviluppa problemi agli occhi.
La causa esatta non è chiara; tuttavia, si ritiene che possa coinvolgere una combinazione di fattori genetici e ambientali. Un individuo ha maggior probabilità di accusare questa condizione se un membro della sua famiglia ne ha già sofferto. Nel caso di gemelli, se uno dei due ne è affetto, vi è una probabilità del 30% che anche l'altro lo sia. L'esordio della malattia può essere innescato da stress, infezioni o una gravidanza. Coloro che hanno anche altre malattie autoimmuni, come il diabete mellito di tipo 1 e l'artrite reumatoide sono più a rischio di esserne coinvolti. Il fumo aumenta il rischio di malattia e può peggiorare i problemi agli occhi. La condizione comporta la produzione di un anticorpo, chiamato immunoglobulina stimolante la tiroide (TSI), che ha un effetto simile all'ormone tireostimolante (TSH). Questo anticorpo causa una produzione in eccesso di ormoni tiroidei da parte della tiroide. La diagnosi può essere sospettata sulla base dei sintomi, con le analisi del sangue e la captazione dello iodio radioattivo usato per confermare la malattia. In genere gli esami del sangue mostrano un aumento dei valori di T3 e T4, TSH basso, maggiore assorbimento di iodio radioattivo in tutte le aree della tiroide e anticorpi STI.
Vi sono tre opzioni di trattamento: terapia con radioiodio, la somministrazione di farmaci e la chirurgia della tiroide. La terapia con radioiodio consiste nella somministrazione di iodio-131 per via orale che poi si concentra nella tiroide distruggendone una parte nel corso di settimane o mesi. L'ipotiroidismo risultante viene trattato con gli ormoni tiroidei sintetici. I farmaci come i beta-bloccanti possono controllare i sintomi e i farmaci anti-tiroide, come il metimazolo possono aiutare temporaneamente i pazienti, mentre gli altri trattamenti stanno avendo effetto. L'intervento chirurgico al fine di rimuovere la tiroide è un'altra opzione. Problemi agli occhi possono richiedere ulteriori trattamenti.
La malattia di Graves presenta una prevalenza variabile a seconda dell'area geografica ; ad esempio negli Stati Uniti d'America risulta essere circa l'1-1,5%(e presenta una prevalenza simile anche nei paesi europei). Essa si verifica circa 7,5 volte più spesso nelle donne rispetto agli uomini. Spesso incomincia tra i quaranta e i sessanta anni di età. Essa è la causa più comune di ipertiroidismo negli Stati Uniti (da circa il 50% all'80% dei casi). La condizione prende il nome da Robert James Graves, il quale la descrisse nel 1835. Esistono, tuttavia, anche alcune precedenti descrizioni, come quella di Flajani.

## Storia
La malattia di Flajani-Basedow-Graves deve il nome al medico italiano Giuseppe Flajani che già nel 1805 descrisse il caso clinico di una patologia caratterizzata da esoftalmo e palpitazioni, al medico irlandese Robert James Graves, che ne fece la descrizione nel 1835, e al medico tedesco Karl Adolph von Basedow, che riportò la stessa sintomatologia, indipendentemente dal collega britannico, nel 1840. Tuttavia, prima ancora di costoro, l'inglese Caleb Hillier Parry aveva osservato un caso della sindrome nel 1786: il rapporto fu però pubblicato solo nel 1825, dopo quello di Giuseppe Flajani, ma prima di quelli di Graves e di Basedow. In Europa la patologia è conosciuta soprattutto come "malattia di Basedow" o "malattia di Flajani-Basedow", mentre nei paesi anglofoni, per esempio Irlanda e USA, è nota come "malattia di Graves".

## Epidemiologia
La malattia di Flajani-Graves-Basedow colpisce nel Regno Unito circa l'1,85% della popolazione (400 000 malati per un totale di 59 milioni di persone), con una frequenza nettamente superiore nel sesso femminile (M:F=1:10) e un picco di incidenza compreso tra i 40 e i 60 anni.

## Eziologia
Le cause di tale malattia sono diverse: sicuramente si riscontra un fattore immunitario, forse geneticamente determinato pensando anche al fatto che è stata riscontrata una trasmissione in via ereditaria familiare dei soggetti colpiti, capace di scatenare nella persona una reazione anticorpale contro i propri ormoni e tessuti tiroidei, caratterizzata dalla stimolazione incontrollata della tiroide a produrre molti più ormoni tiroidei (T3 e T4) del necessario. Nella malattia di Basedow l'ipertiroidismo è causato da auto-anticorpi contro il recettore TSH della tiroide. Tali auto-anticorpi sono degli anticorpi che competono attivamente con il TSH. Ciò significa che una volta identificato il recettore si legano a quest'ultimo sui suoi siti di legame attivando così la cascata enzimatica che porta alla formazione degli ormoni tiroidei. La risposta al feedback negativo di autoregolazione che coinvolge ipotalamo e ipofisi rimane attivo, infatti i livelli di TRH e TSH sierici sono bassi ma la presenza degli auto-anticorpi rende inutile il meccanismo a feedback, mantenendo attiva la produzione degli ormoni.

## Clinica

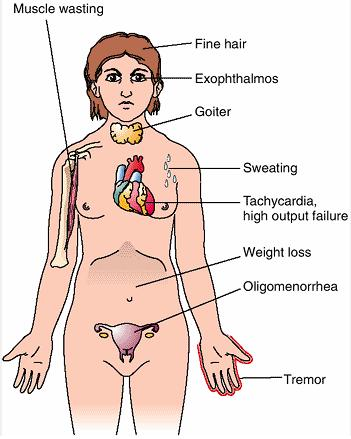
Sintomi della malattia di Basedow-Graves

Molti sono i sintomi che si riscontrano, fra cui ipertiroidismo, esoftalmia, eruzione cutanea rossastra nodulare e indolore sulla superficie delle gambe, dermopatia, aumento del metabolismo basale, gozzo diffuso, liscio al tatto, fremito alla palpazione, iperattività motoria, fragilità dei peli e ungueale (onicolisi di Plummer), insonnia, ipertermia, ipertensione, iperglicemia, tachicardia (fino all'aritmia), astenia, adinamia, tremore di tutto il corpo, diarrea, poliuria, epatomegalia, ipercalcemia e ipercalciuria, esoftalmo con segno di Dalrymple e segno di Graefe, iperproduzione di eritropoietina. Poi a seconda del sesso, nel maschio talvolta vi è un calo della libido, mentre nelle donne irregolarità mestruali. Nelle persone con ipertiroidismo possono verificarsi cambiamenti comportamentali e di personalità, tra cui: psicosi, mania, ansia, agitazione e depressione.

## Esami clinici
La scintigrafia tiroidea non è solitamente richiesta perché la positività anticorpale associata al quadro tipico ecografico sono sufficienti a fare diagnosi.

## Trattamento

### Farmacologica
Si tenta di annullare gli effetti dell'iperproduzione di T3 e T4 con delle sostanze ad attività antitiroidea del gruppo delle tioamidi (metimazolo e propiltiouracile), che agiscono selettivamente inibendo la de-iodinazione del T4. Si interviene anche con beta-bloccanti per controllare la tachicardia. La terapia farmacologica è indicata per circa 1,5 anni dall'esordio, dopodiché va, se possibile, sospesa. In caso di recidive (oltre la metà dei casi; più comuni nei primi cinque anni, e in special modo nei primi due), o in caso di impossibilità alla sospensione, si deve necessariamente ricorrere a una terapia definitiva (chirurgia e/o radioiodio).

### Chirurgica
La terapia chirurgica è valida laddove si sono verificati, a seguito della dilatazione della ghiandola, lesioni o compressioni a danno delle strutture anatomo-funzionali adiacenti: trachea (dispnea, bronchiti ricorrenti, laringiti, ecc.); nervo laringeo ricorrente (disfonia).

### Farmacologica-radiometabolica
La terapia attualmente più usata è, comunque, quella basata sulla somministrazione di iodio radioattivo 131-I. La dose somministrabile in regime ambulatoriale deve essere, per la legge italiana, inferiore a 16 mCi, che però è ripetibile, in caso di recidive o di dose insufficiente, dopo sei mesi circa.

## Prognosi
Se non trattata, la malattia di Flajani-Graves-Basedow può comportare gravi complicazioni tra cui difetti di nascita durante la gravidanza, aumento del rischio di un aborto spontaneo, perdita minerale ossea e, in casi estremi, la morte. La condizione è spesso accompagnata da un aumento della frequenza cardiaca (tachicardia), che può portare a ulteriori complicazioni al cuore tra cui la perdita del normale ritmo cardiaco (fibrillazione atriale) una situazione a rischio di ictus cerebrale. Se gli occhi sono rigonfiati abbastanza da non poterli chiudere completamente di notte si può verificare secchezza con un rischio di un'infezione corneale secondaria che potrebbe portare alla cecità. La pressione sul nervo ottico può portare a difetti del campo visivo e anche alla perdita della vista. Un prolungato ipertiroidismo non trattato può portare alla perdita di tessuto osseo, che può risolversi quando viene incominciato il trattamento.

## La malattia di Flajani-Graves-Basedow nelle arti

### Letteratura
Nel romanzo La coscienza di Zeno di Italo Svevo Ada Malfenti, la cognata-oggetto del desiderio del protagonista, è affetta dalla malattia di Basedow e la sua bellezza sfiorisce.
Il giorno appresso l’ostetrico, che curava Ada, domandò l’assistenza del dottor Paoli il quale subito pronunziò la parola ch’io non avevo saputo dire: Morbus Basedowii.»
(Italo Svevo, La Coscienza di Zeno, dal cap. 7, Storia di un'associazione commerciale)

### Cinema
L'attore Marty Feldman (1934-1982) a causa di un incidente giovanile, dello strabismo congenito e soprattutto della malattia di Basedow, per cui non fu mai operato, aveva i bulbi particolarmente prominenti e divergenti, caratteristiche che divennero i suoi tratti distintivi come personaggio, e che egli volle mantenere poiché gli garantivano il successo (difatti egli divenne molto famoso per aver interpretato il personaggio di Igor in Frankenstein Junior). Feldman morì di infarto cardiaco a 48 anni per una concomitanza di ipertiroidismo e numerosi altri problemi (tabagismo, dieta molto ricca di colesterolo e caffeina, probabile intossicazione alimentare e traumi fisici).